# 永新镇 (三台县)
永新镇，是中华人民共和国四川省绵阳市三台县曾经下辖的一个镇。2019年12月，撤销永新镇，将其所属行政区域划归新德镇管辖。

## 行政区划
永新镇撤销前下辖以下地区：
场镇社区、崭山村、永联村、永胜村、金瓜村、永久村、永星村、永青村、永乐村、红军村和永征村。